# Стерлинг (Юта)
Стерлинг- город в округе Санпит, штат Юта, США. На 2016 год его население составляло 302 человека.

## Демография
По данным переписи 2000 года, в Стерлинге проживало 58 семей из 235 человек в 73 домохозяйствах. Плотность населения — 378.1 чел/км².

### Расовый состав
- 97.45% белых
- 1.28% коренных американцев
- 0.43% остальных рас
- 0.85% от смешанных рас.

1.70% от всего населения — испаноязычные.

### Возрастной состав
Население города по возрастному диапазону распределяется следующим образом: 37.0%— жители младше 18 лет, 10.6%— между 18 и 24 годами, 22.6%— от 25 до 44 лет, 18.7%— от 45 до 64 лет и 11.1%— в возрасте 65 лет и старше. Средний возраст населения — 28 лет. На каждые 100 женщин в Стерлинге приходится 95.8  мужчин, при этом на 100 совершеннолетних женщин приходится уже 89.7 мужчин сопоставимого возраста.

### Семейный состав
Население города по составу семьи распределяется следующим образом: 60.3% совместно проживающих супружеских пар (45.2% с детьми младше 18 лет); 11.0%— женщины, проживающие без мужей. 20.5% не имеют семьи. В среднем домашнее хозяйство ведут 3.22 человека, а средний размер семьи — 3.72 человека. В одиночестве проживают 19.2% населения, 9.6% составляют одинокие пожилые люди (старше 65 лет).

### Доходы
Средний доход домохозяйства в городе — $27,019, средний доход для семьи — $30,313.
Мужчины имеют медианный доход в $26,458 в год против $19,000 среднегодового дохода у женщин.
Доход на душу населения составляет $12,041.
9.7% семей и 10.6% населения проживают за чертой бедности, включая 8.6% жителей младше 18 лет и никого в возрасте 65 и старше.

## География
По данным Бюро переписи населения Соединенных Штатов, общая площадь города составляет 0.6 км².